# غلين وارن موست
گلين وارن موست (بالإنجليزية: Glenn W. Most)‏ هو باحث وعالم أمريكي مُتخصص في الأدبيَّات الكلاسيكيَّة والأدب المُقارن. وُلد موست في مدينة ميامي عاصمة ولاية فلوريدا الأمريكيَّة يوم 12 حُزيران (يونيو) سنة 1952م، وهو يعيشُ مُتنقلًا بين الولايات المُتحدة وألمانيا وإيطاليا، بسبب ما تتطلَّبهُ طبيعة عمله وأبحاثه من السفر المُستمر.

## دراسته
تخصص موست في دراسة الأدبيَّات الكلاسيكيَّة في جامعة هارڤرد سنة 1968م، وتخرَّج حاملًا شهادة البكالوريوس بتفوّق وتقدير امتياز سنة 1972م. تابع موست دراساته العُليا في كُليَّة كورپوس كريستي التَّابعة لِجامعة أكسفورد حتَّى سنة 1973م، عندما توقَّف وانتقل إلى قسم الأدب المُقارن في جامعة ييل، حيثُ حاز شهادة الماجستير سنة 1978م. بعد ذلك بسنتين، حصل على شهادة الدكتوراة تحت إشراف العالم والناقد اللُغوي البلجيكي پول دو مان بعد أن قدَّم أُطروحةً عنوانها «إغراءُ الزيف: دراسات في الاستراتيجيَّة البلاغيَّة للصحَّة الشاعريَّة خِلال العصر الرومانسي» (بالإنگليزيَّة: The Bait of Falsehood: Studies in the Rhetorical Strategy of Poetic Truth in the Romantic Period). وخِلال الفترة المُمتدَّة بين سنتيّ 1976 و1978م، استمرَّ يدرس الأدبيَّات الكلاسيكيَّة في الندوة الفيلولوجيَّة في جامعة توپنگن، حيثُ حاز على شهادة دكتوراة ثانية تحت إشراف ريتشارد كانيخت، حملت عنوان: «حقيقة پندار: الوحدة والعرضيَّة في القصيدة الإپينيكيونيَّة» (بالإنگليزيَّة: Pindar's Truth: Unity and Occasionality in the Epinician Ode).

## مسيرته المهنيَّة
سنة 1980م، عُيِّن موست أُستاذًا مُساعدًا في قسم الدراسات الكلاسيكيَّة بِجامعة پرنستون، حيثُ بقي في منصبه هذا حتَّى سنة 1985م. وخلال سنتيّ 1982 و1983م انتقل إلى الأكاديميَّة الأمريكيَّة في روما، قبل أن ينتقل سنة 1985م إلى جامعة سيينا ليعمل مُدرِّسًا مرَّة أُخرى، ثُمَّ عُيِّن مُدرسًا زائرًا في جامعة ميشيغان حتَّى سنة 1987م، حينما قدَّمت له جامعة إنسبروك بالنمسا عرضًا مُغريًا، وهو أن يُصبح أُستاذًا مُحاضرًا في الموسيقى الكلاسيكيَّة والتاريخ القديم. انضمَّ سنة 1988م إلى مؤسسة الدراسات المُتقدمة في برلين، وفي سنة 1991م حاز رُتبة الأُستاذيَّة الكاملة عندما عُيِّن مُحاضرًا في مادَّتيّ اللُغة والآداب الإغريقيَّة في جامعة هايدلبرگ، فاستمرَّ بعمله هذا حتَّى سنة 2001م. طيلة سنوات عمله في ألمانيا، انتُدب موست لِيكون أُستاذًا مُعارًا في جامعة ميشيغان ولجنة الفكر الاجتماعي في جامعة شيكاغو. يقوم حاليًّا بالتدريس في سكولا نورمال سوپريور دي پيزا في مدينة ݒيزا بإيطاليا.

## جوائز
سنة 1994م، فاز موست بجائزة لايبنتس من مُؤسسة البُحوث الألمانيَّة، لِيكون أوَّل عالم كلاسيكيَّات ينال هذه الجائزة.

## أعماله
تتنوَّع أعمال موست بين تلك المُتعلِّقة بالمُؤلفين والكُتَّاب الإغريق واللاتين، والآداب والفلسفة، والتاريخ ومنهجيَّة الدراسات الكلاسيكيَّة، إلى النظريَّة الأدبيَّة المُعاصرة. أبرز مجالات أبحاثه هي العلاقة بين العالم المُعاصر والزمن القديم، بما في ذلك بعض الدراسات الإنجيليَّة.

## أعمالٌ مُختارة
- The measures of praise. Structure and function in Pindar's Second Pythian and Seventh Nemean odes, Vandenhoeck und Ruprecht, Göttingen 1985 (Hypomnemata, H. 83) ISBN 3-525-25182-3
- Collecting fragments = Fragmente sammeln (Ed.), Vandenhoeck und Ruprecht, Göttingen 1997 (Aporemata, Bd. 1) ISBN 3-525-25900-X
- Editing texts = Texte edieren (Ed.), Vandenhoeck und Ruprecht, Göttingen 1998 (Aporemata, Bd. 2) ISBN 3-525-25901-8
- Commentaries = Kommentare (Ed.), Vandenhoeck und Ruprecht, Göttingen 1999 (Aporemata, Bd. 4) ISBN 3-525-25903-4
- Historicization = Historisierung (Ed.), Vandenhoeck und Ruprecht, Göttingen 2001 (Aporemata, Bd. 5) ISBN 3-525-25904-2
- Disciplining classics = Altertumswissenschaft als Beruf (Ed.), Vandenhoeck und Ruprecht, Göttingen 2001 (Aporemata, Bd. 6) ISBN 3-525-25905-0
- Ancient anger: Perspectives from Homer to Galen. Ed. by Susanna Braund and Glenn W. Most. Cambridge: Cambridge University Press, 2003.
- Doubting Thomas. Cambridge, Mass., London: Harvard University Press, 2005.[3]

## وصلات خارجيَّة
- موست في سكولا نورمال سوپريور دي پيزا، إلى جانب قائمة من مؤلفاته.
- گلين وارن موست - قسم الأدب المُقارن، جامعة شيكاغو.